# Ljustjärnen (Burträsks socken, Västerbotten, 716556-169291)
Ljustjärnen är en sjö i Skellefteå kommun i Västerbotten och ingår i Sävaråns huvudavrinningsområde.